# Something (東方神起の曲)
「Something」（サムシング）は、韓国の男性デュオ東方神起の楽曲。韓国語バージョンと日本語バージョンの2種類が制作されており、韓国語バージョンは2014年1月6日に第7集アルバム『TENSE』からの先行シングルとして、日本語バージョンは2014年2月5日に「Hide & Seek」との両A面で日本での40枚目のシングルとして発売された。
本作は、ダブルベースを主体としたスウィング・ジャズ調のダンスナンバーで、「オールドアメリカン」をテーマとした楽曲。歌詞は世の中の女性たちが自分を求めてくることに疲れた自己陶酔に陥っている男性を題材とし、「自分に相応しい彼女になるためには自分を魅了する何かが必要だ」と語る内容になっている。。作詞はユ・ヨンジンが手がけ、作曲はヨンジンとユ・ハンジンの共作。日本語詞はH.U.B.が手がけた。

## 背景・リリース
発売前の2013年12月26日に行われた公式記者会見で、本作のヒントとして「ビッグバンド」を挙げ、本作について「これまではシンセサイザーを使った音楽が強かったけど、今回はバンドサウンドに挑戦した」と語った。
2014年1月6日に第7集アルバム『TENSE』からの先行シングルとして、韓国語バージョンがSMエンタテインメントより発売された。第7集アルバムには、タイトル曲として収録された。発売に先駆けて、1月3日にKBS第2テレビジョン『ミュージックバンク』で初披露された。
2014年2月5日に日本語バージョンが「Hide & Seek」との両A面シングル（40枚目のシングル）『Hide & Seek / Something』として発売された。前作『Very Merry Xmas』以来約2か月ぶりのリリースかつアルバム『TREE』からの先行シングルで、「CD+DVD」（品番 : AVCK-79174/B <初回限定盤>、AVCK-79187/B <通常盤>）「CD」（品番 : AVCK-79175）「Bigeast盤」（品番 : AVC1-79176）の計5形態で発売された。「CD+DVD」に付属のDVDには日本語バージョンのミュージック・ビデオとオフショット映像（初回限定盤のみ）が収録された。日本語バージョンは、日本テレビ系『ミュージックドラゴン』の2014年1月度オープニングテーマに起用された。

## ミュージック・ビデオ
楽曲と同様、ミュージック・ビデオも韓国語バージョンと日本語バージョンの2種類が存在する。いずれもロープパフォーマンスをシンボルとしており、映像内でメンバーはロープを弦楽器に見立てて演奏する動きやロープを駆使してマリオネットを彷彿するパフォーマンスを披露している。振り付けはトニー・テスターとファン・サンフンが手がけた。なお、この2種類のミュージック・ビデオはほぼ同様のものとなっているが、カメラワークや振り付けが一部異なっている。
韓国語バージョンのミュージック・ビデオは1月1日にSMTOWNのYouTube公式チャンネルで公開され、日本語バージョンのミュージック・ビデオは1月16日にエイベックスのYouTube公式チャンネルでショートバージョンで公開された。韓国語バージョンのミュージック・ビデオは、1月17日時点で再生回数が370万回を突破した。

## 反響

### 評価
本作は、音楽評論家から高い評価を得た。OSENのイ・ヘリは本作の歌詞について「愉快で可愛くて生き生きしている」と評価し、音楽性の転換についても高く評価した。他の音楽評論家は、生のビッグバンドサウンドである点を高く評価し、「韓国のアイドルグループが初めて金管楽器を導入した楽曲」とコメントした。

### チャート成績
韓国語バージョンは、17万7226ダウンロードを記録し、ガオンシングルチャートで第4位を獲得。ビルボード誌のK-Pop Hot 100チャートでは最高7位を獲得した。
日本語バージョンが収録されたシングル『Hide & Seek / Something』は、10万枚以上の売り上げを記録して、2014年2月17日のオリコン週間シングルランキングで初登場2位を獲得。2014年2月度オリコン月間シングルチャートでは5位を獲得した。

## シングル収録内容
| #         | タイトル      | 作詞          | 作曲                      | 編曲                                        | 時間 |
| --------- | ------------- | ------------- | ------------------------- | ------------------------------------------- | ---- |
| 1.        | 「Something」 | Yoo Young Jin | Yoo Han Jin Yoo Young Jin | - Yoo Young Jin - Kim Dong Ha（ブラス編曲） | 4:01 |
| 合計時間: | 合計時間:     | 合計時間:     | 合計時間:                 | 合計時間:                                   | 4:01 |

| #         | タイトル                                             | 作詞                                 | 作曲                      | 編曲                                        | 時間  |
| --------- | ---------------------------------------------------- | ------------------------------------ | ------------------------- | ------------------------------------------- | ----- |
| 1.        | 「Hide & Seek」                                      | H.U.B.                               | 近藤薫                    | 井上慎二郎                                  | 5:21  |
| 2.        | 「Something」                                        | - Yoo Young Jin - H.U.B.（日本語詞） | Yoo Han Jin Yoo Young Jin | - Yoo Young Jin - Kim Dong Ha（ブラス編曲） | 4:05  |
| 3.        | 「Hide & Seek」(Markus Bøgelund's Audio Ninja Remix) | H.U.B.                               | 近藤薫                    | Markus Bøgelund（リミックス）               | 4:54  |
| 4.        | 「Hide & Seek」(Less Vocal)                          |                                      |                           |                                             | 5:20  |
| 5.        | 「Something」(Less Vocal)                            |                                      |                           |                                             | 4:01  |
| 合計時間: | 合計時間:                                            | 合計時間:                            | 合計時間:                 | 合計時間:                                   | 23:41 |

| #         | タイトル                    | 作詞                                 | 作曲                      | 編曲                                        | 時間  |
| --------- | --------------------------- | ------------------------------------ | ------------------------- | ------------------------------------------- | ----- |
| 1.        | 「Hide & Seek」             | H.U.B.                               | 近藤薫                    | 井上慎二郎                                  | 5:21  |
| 2.        | 「Something」               | - Yoo Young Jin - H.U.B.（日本語詞） | Yoo Han Jin Yoo Young Jin | - Yoo Young Jin - Kim Dong Ha（ブラス編曲） | 4:05  |
| 3.        | 「Hide & Seek」(Less Vocal) |                                      |                           |                                             | 5:20  |
| 4.        | 「Something」(Less Vocal)   |                                      |                           |                                             | 4:01  |
| 合計時間: | 合計時間:                   | 合計時間:                            | 合計時間:                 | 合計時間:                                   | 18:47 |

| #  | タイトル                           | 作詞 | 作曲・編曲 | 監督 |
| -- | ---------------------------------- | ---- | ---------- | ---- |
| 1. | 「Something」(Video Clip)          |      |            |      |
| 2. | 「Off Shot Movie」(初回限定盤のみ) |      |            |      |

| #         | タイトル                    | 作詞                                 | 作曲                      | 編曲                                        | 時間  |
| --------- | --------------------------- | ------------------------------------ | ------------------------- | ------------------------------------------- | ----- |
| 1.        | 「Hide & Seek」             | H.U.B.                               | 近藤薫                    | 井上慎二郎                                  | 5:21  |
| 2.        | 「Something」               | - Yoo Young Jin - H.U.B.（日本語詞） | Yoo Han Jin Yoo Young Jin | - Yoo Young Jin - Kim Dong Ha（ブラス編曲） | 4:05  |
| 3.        | 「Hide & Seek」(Less Vocal) |                                      |                           |                                             | 5:20  |
| 4.        | 「Something」(Less Vocal)   |                                      |                           |                                             | 4:01  |
| 合計時間: | 合計時間:                   | 合計時間:                            | 合計時間:                 | 合計時間:                                   | 18:47 |

## 演奏参加者
- Jeon Seong Sik - Double Bass
- Kang Soo Ho - Drums
- Sam Lee - Guitar
- Kim Dong Ha - Trumpet
- Kim Sang II - Saxophone
- Lee Han Jin - Trombone
- Yoo Young Jin, Kim Hyeon A - Backing Vocals

## 収録アルバム
- TENSE（韓国語バージョン）
- TREE（日本語バージョン）
- FINE COLLECTION 〜Begin Again〜（日本語バージョン）